# クリーヴランド統監
クリーヴランド統監（クリーヴランドとうかん、英語: Lord Lieutenant of Cleveland）は、イギリスの官職。統監の1つで、クリーヴランド州を担当する。1972年地方行政法でイングランドおよびウェールズの地方自治体再編が行われ、同法第218(1)条によりグレーター・ロンドンおよび各都市・非都市カウンティに統監が1人ずつ任命されることとなった。同法によりクリーヴランド州が設立されたため、1974年の同法施行とともにクリーヴランド統監が任命された。クリーヴランド州は1996年4月1日に廃止され、クリーヴランド統監もその役目を終えた。

## 一覧
- 1974年4月1日 – 1978年12月25日：セシル・クロスウェイト[2]
- 1979年7月16日 – 1980年：ジョン・アシュトン・パウンダー[2]
- 1981年4月13日 – 1996年3月31日：第3代ギズバラ男爵リチャード・シャロナー（英語版）[2][3]